# シティ・オブ・サルフォード
シティ・オブ・サルフォード（英: City of Salford）は、イングランドのグレーター・マンチェスターにあるシティかつ大都市バラである。中心エリアはサルフォード。
Salford は /ˈsɔːlfəd/ と発音する。 「サル」ではない。 日本語話者には「ソール」もしくは「ソル」に聞こえる。

## 概要
2011年時点での人口は234,500人。
産業革命で、サルフォードやその周辺は繊維産業で成長した。現在のシティの前身のカウンティ・バラ・オブ・サルフォードは、1926年にシティとして認められた。20世紀にはシティやその産業は衰退していったが、1990年代からサルフォードの一部エリアで再開発された。

## 出身人物
- ウィリアム・クラブトリー - 天文学者

## 建物
- ビル：メディアシティUK
- 橋：バートン旋回水路橋

## 文化

### スポーツ
サルフォードは数多くの過去および現在のラグビーリーグチームの本拠地である。1873年に創設されたサルフォード・レッドデビルズはスーパーリーグでプレーしている（ホームスタジアムはサルフォード・シティ・スタジアム） 。
スウィントン・ライオンズは1866年に創設され、チャンピオンシップ（2部）でプレーしている。1部時代のRFLチャンピオンシップでは1927年から1964年の間に6回優勝した。チャレンジカップでも1900年から1928年の間に3度優勝した。
ブロートン・レンジャーズは1877年に創設され、1955年に破産したが、サルフォード・レッドデビルズの支援を受け、2007年に地元のアマチュアクラブとして再結成された。
アマチュアレベルでは、Langworthy Redsがサルフォードのラグビーリーグを代表している。このクラブはサルフォードで最も古いアマチュアラグビーリーグクラブである。
サルフォードにはいくつかのサッカーおよびクリケットチームがある。アーラムFCは1989年からマンチェスター・フットボール・リーグ（11部リーグ）でプレーしてきたアマチュアサッカーチームである。クラブは1969年にMitchell Shackleton Football Clubとして設立され、2006年に名称を変更した。サルフォード・シティFCは1940年に創設され、EFLリーグ2（4部リーグ）でプレーしている。
モントン&ウィーストCCおよびクリフトンCCはそれぞれ2005年と2006年からセントラル・ランカシャー・クリケット・リーグでプレーしてきた。Walkdenはボルトン・クリケット・リーグでプレーしている。リトル・ハルトンはボルトン・アンド・ディストリクトクリケット協会でプレーしている。ウィントンとワースリーはマンチェスター・アンド・ディストリクトクリケット協会でプレーしている。